# Smrtelné stroje (film)
Smrtelné stroje (v anglickém originále Mortal Engines) je americký sci-fi akční film od režiséra Christiana Riverse. Autory scénáře jsou Fran Walsh, Philippa Boyens a Peter Jackson. Film je natočený podle stejnojmenné knihy spisovatele Philipa Reeve. Příběh je zasazen v postapokalyptickém steampunkovém světě, kde jsou města namontována na podvozek a schopna pohybu. V hlavních rolích účinkovali Hugo Weaving, Hera Hilmar, Robert Sheehan, Jihae, Ronan Raftery, Leila George, Patrick Malahide a Stephen Lang. Do amerických kin byl snímek uveden 14. prosince 2018, a to v RealD 3D, IMAX a IMAX 3D.

## Příběh
Několik tisíciletí poté, co většina země byla zničena, se civilizace přizpůsobila novému životu. Obrovská pohybující se města se toulají po Zemi a kvůli zdrojům pronásledují menší městečka. Tom Natsworthy (Robert Sheehan), občan pohybujícího se města Londýna, se setká s uprchlicí Hester Shaw (Hera Hilmar) a vzápětí ho čeká boj o vlastní život, když jej ambiciózní Thaddeus Valentine (Hugo Weaving) hodí přes palubu. Ač zprvu značně neradi, dají se Tom s Hester dohromady a ona mu postupně vyjeví svoji motivaci a minulost. Pomůže jim pilotka Anna Fang a další, společně o chlup uniknou lovci lidí a odletí ke Štítové stěně, chránící stacionární města východu. Valentinovi se však podaří sestrojit mocnou zbraň a s Londýnem přijede Štítovou stěnu zničit. Tom, Hester a skupina letců uspějí v posledním zoufalém pokusu ho zastavit, Valentine umírá pod koly vlastního města a rozčarovaní občané Londýna se nakonec přidávají k ochráncům stěny.

## Obsazení
- Robert Sheehan jako Tom Natsworthy[3]
- Hera Hilmar jako Hester Shaw[4]
- Hugo Weaving jako Thaddeus Valentine.[5]
- Jihae jako Anna Fang[6]
- Ronan Raftery jako Bevis Pod[3]
- Leila George jako Katherine Valentine[6]
- Patrick Malahide jako Magnus Crome[7]
- Stephen Lang jako Shrike[6]

## Produkce
Vývoj filmu byl ohlášen v prosinci roku 2009 filmovým tvůrcem Peterem Jacksonem. Dne 24. října 2016 započala produkce filmu pod vedením režiséra Christiana Riverse. Hlavní natáčení začalo v dubnu 2017 a skončilo v červenci téhož roku. Několik scén se natáčelo ve studiích Stone Street Studios ve Wellingtonu na Novém Zélandu.

## Vydání
Do amerických kin byl film uveden 14. prosince 2018 společností Universal Pictures.